# Glina, Bloke
Glina je naselje v Občini Bloke.

## Prebivalstvo
Etnična sestava 1991:
- Slovenci: 34 (91,9 %)
- Neznano: 1 (2,7 %)
- Neopredeljeni: 2 (5,4 %)